# Gavrilo Petrović
Gavrilo Petrović-Njegoš (in serbo Гаврило Петровић-Његош?; Cetinje, 21 maggio 1984) è un ex calciatore montenegrino, difensore.